# Kerk van Fanefjord
De Kerk van Fanefjord is een kerkgebouw op het Deense eiland Møn. Gelegen op een kleine heuvel is het gebouw in de verre omtrek zichtbaar. Het kerkgebouw behoort tot het bisdom Roskilde van de lutherse Volkskerk van Denemarken. Boven op de toren heeft men een prachtig uitzicht over Møn, de zee-engte van Grønsund, het eiland Falste en de zuidelijke kust van Seeland.

## Geschiedenis
Het kerkschip stamt uit de tweede helft van de 13e eeuw. In de jaren 1300 werden de kruisgewelven van het schip toegevoegd. Het voorportaal en de toren werden rond 1500 voltooid en het koor volgde omstreeks 1660.
In 1825 kochten de eigenarren van het Klintholm Landgoed de kerk aan, in wiens bezit het voor bijna 100 jaar bleef.
De afmetingen van de kerk zijn groot voor een gemeenschap die destijds slechts 300 parochianen telde. Een verklaring hiervoor is dat er via het fjord een omvangrijke handel met de hanzesteden bestond en dat de handelaren hebben bijgedragen aan de bouw.
Enkele honderden meters ten zuiden van de kerk ligt de grafheuvel Grønsalen, waarvan verondersteld wordt dat het de laatste rustplaats van koningin Fane en haar echtgenoot Grøn Jæger betreft, die volgens de overlevering ongeveer 4.000 jaar geleden zouden hebben geleefd.

## Fresco's
De fresco's bleven lange tijd verscholen onder een kalklaag. Nadat men tegen het einde van de 19e eeuw fresco's in de Kerk van Elmelund, ook op het eiland Møn ontdekte, werden ook de fresco's van de kerk in Fanefjord tussen 1932 en 1934 behoedzaam onder toezicht van het Nationale Museum blootgelegd. In 2009 werden een restauratie van de fresco's gerestaureerd, waarbij de oorspronkelijke kleuren werden hersteld.
De oudste fresco's zijn te vinden aan de triomfboog en werden rond 1350 aangebracht. Ze stellen de symbolen van de vier evangelisten in cirkels, Sint-Christoffel en Sint-Joris voor. De meest bekende fresco's zijn echter de beschilderingen uit circa 1500, die een groot deel van de gewelven en muren bedekken. Ze stellen de meest aansprekende verhalen uit het Oude en Nieuwe Testament voor. De fresco's werden aangebracht door de meester van Elmelunde en onderscheiden zich door het gebruik van warme kleuren, variërend van donkerrood en roodbruin tot geel, groen, grijs en zwart. Een ander kenmerk zijn de uitdrukkingsloze gezichten van de mensen die meestal opzij kijken. Alle afbeeldingen zijn versierd met ornamenten als sterren, planten en bomen. De voorstellingen zelf lijken te zijn geïnspireerd op de afbeeldingen uit een Nederlandse of Duitse Biblia pauperum, een boek met 40 bladzijden met tekeningen van Bijbelse voorstellingen. Andere bronnen van inspiratie zijn waarschijnlijk de Bijbel zelf, legenden, apocriefe geschriften en andere illustraties. Oorspronkelijk waren de muren tot aan de vloer beschilderd, waarvan nu een deel is witgekalkt. Ook hier werden sporen van fresco's gevonden, maar ze waren van dermate slechte staat dat een restauratie niet mogelijk bleek.

## Overig
Het koor van de kerk werd in de 17e eeuw vernieuwd en bevat een indrukwekkend altaarstuk. Het altaar is nieuw en de kandelaren zijn oorspronkelijk.
De preekstoel dateert uit 1645 en is versierd met het embleem van Christiaan IV en de houtgesneden beelden van Christus, Jacob, Petrus en een van de apostelen.
Het Gotlandse doopvont is laat-romaanse (1175-1275) en heeft een klavervormig bekken.
In 1998 werd een nieuw orgel van Frobenius & Sønner met 10 registers geïnstalleerd.

## Afbeeldingen

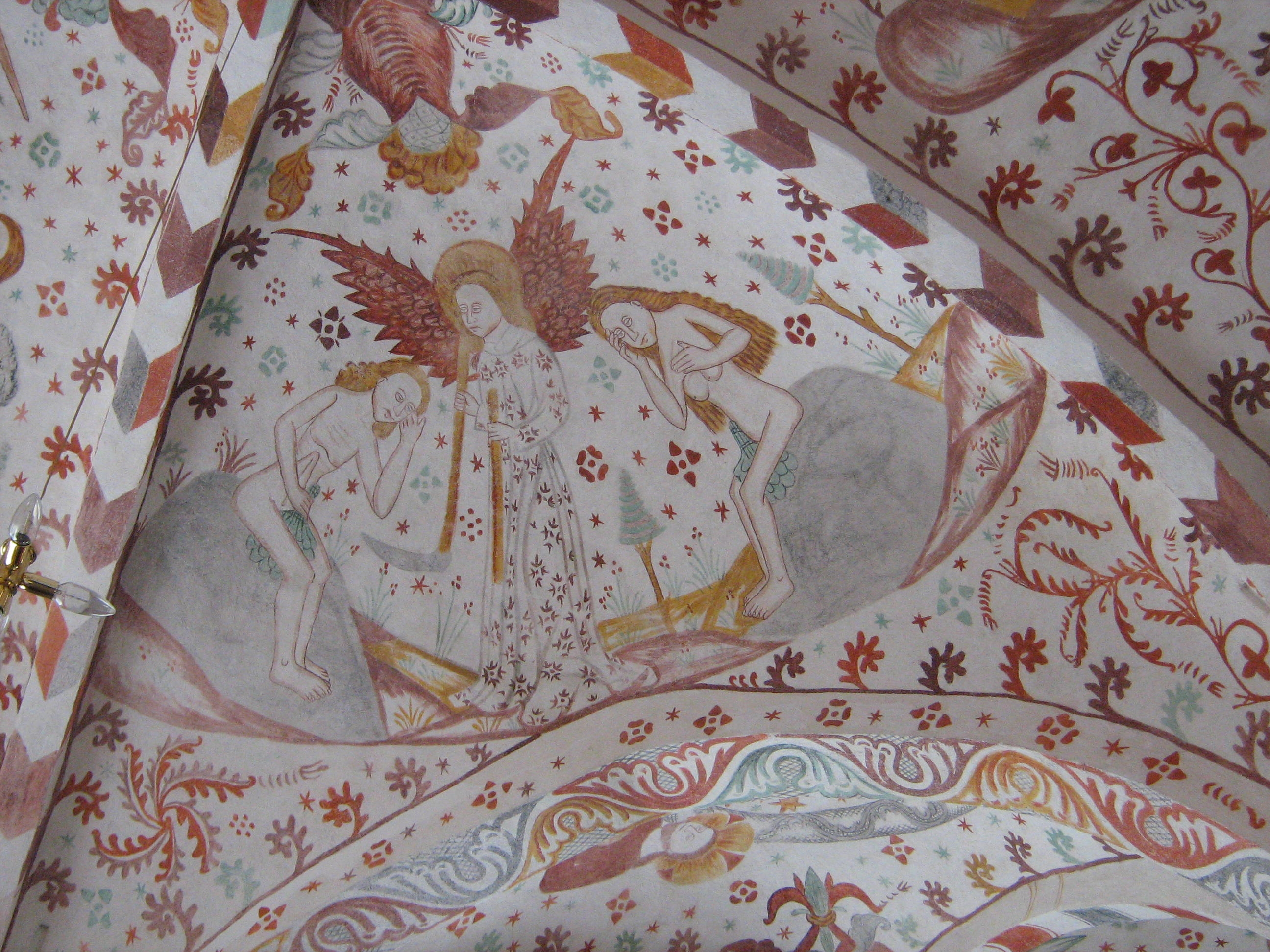
Fresco Adam en Eva
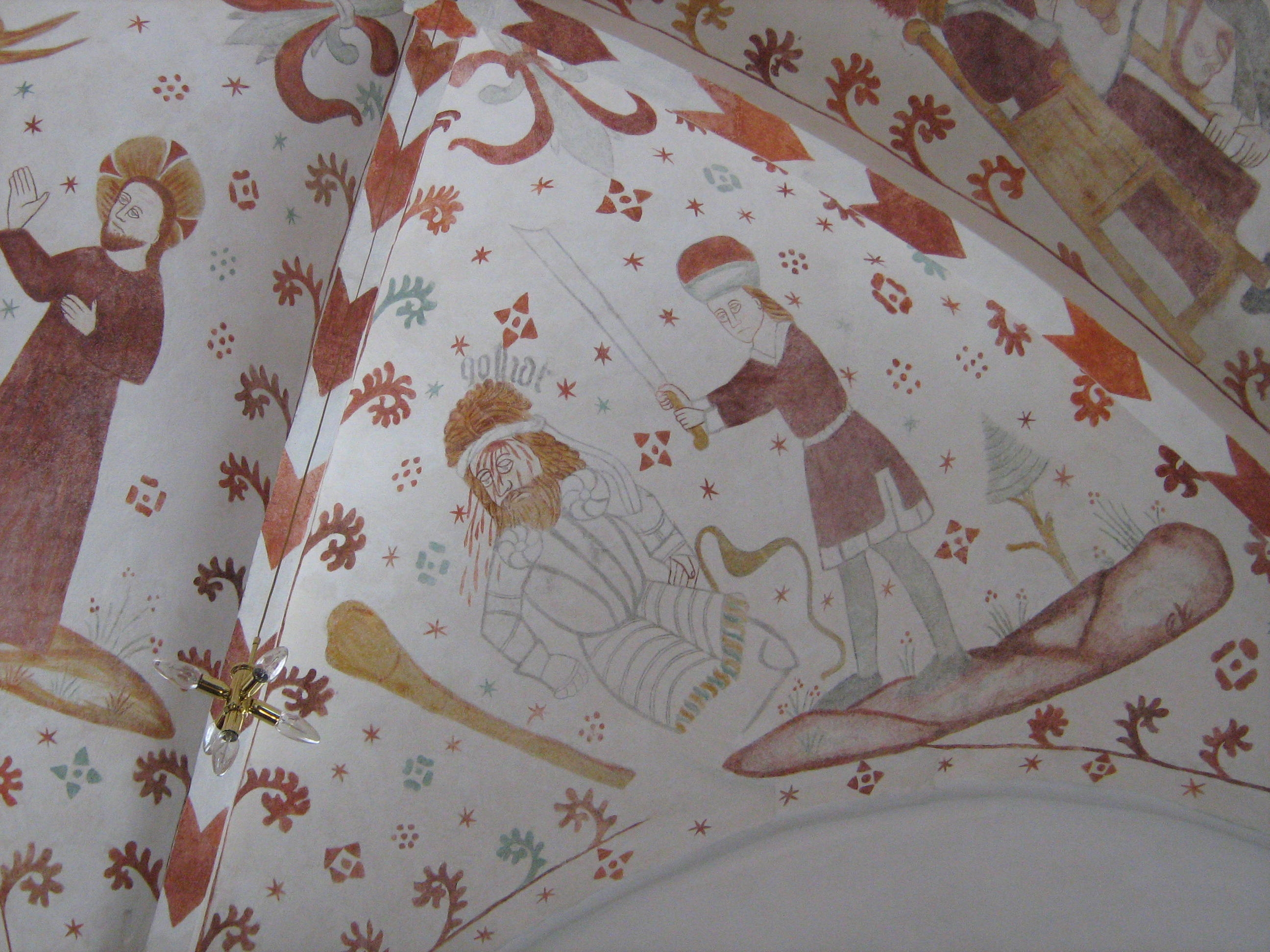
Fresco David en Goliath
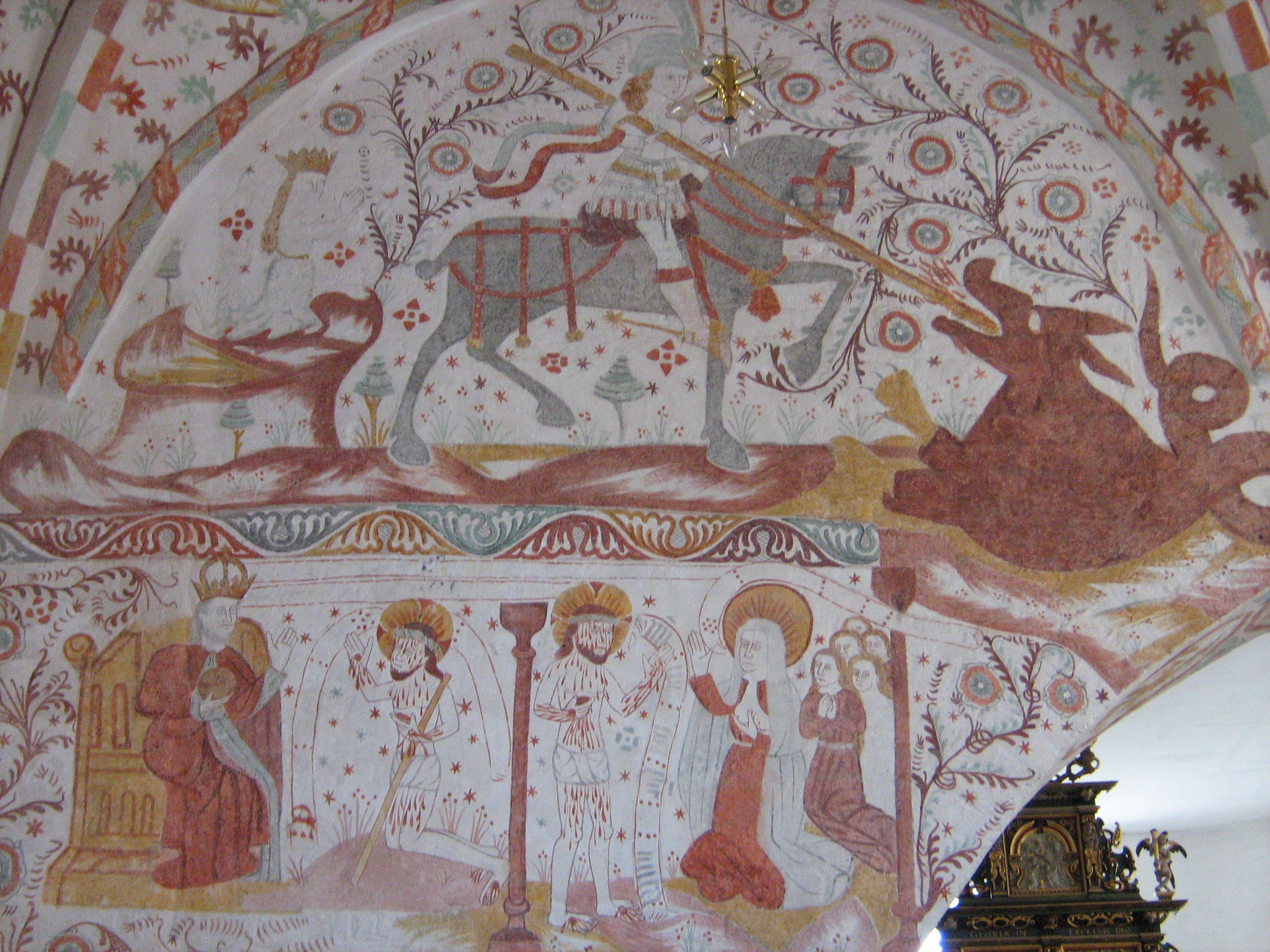
Fresco Sint-Joris en de draak
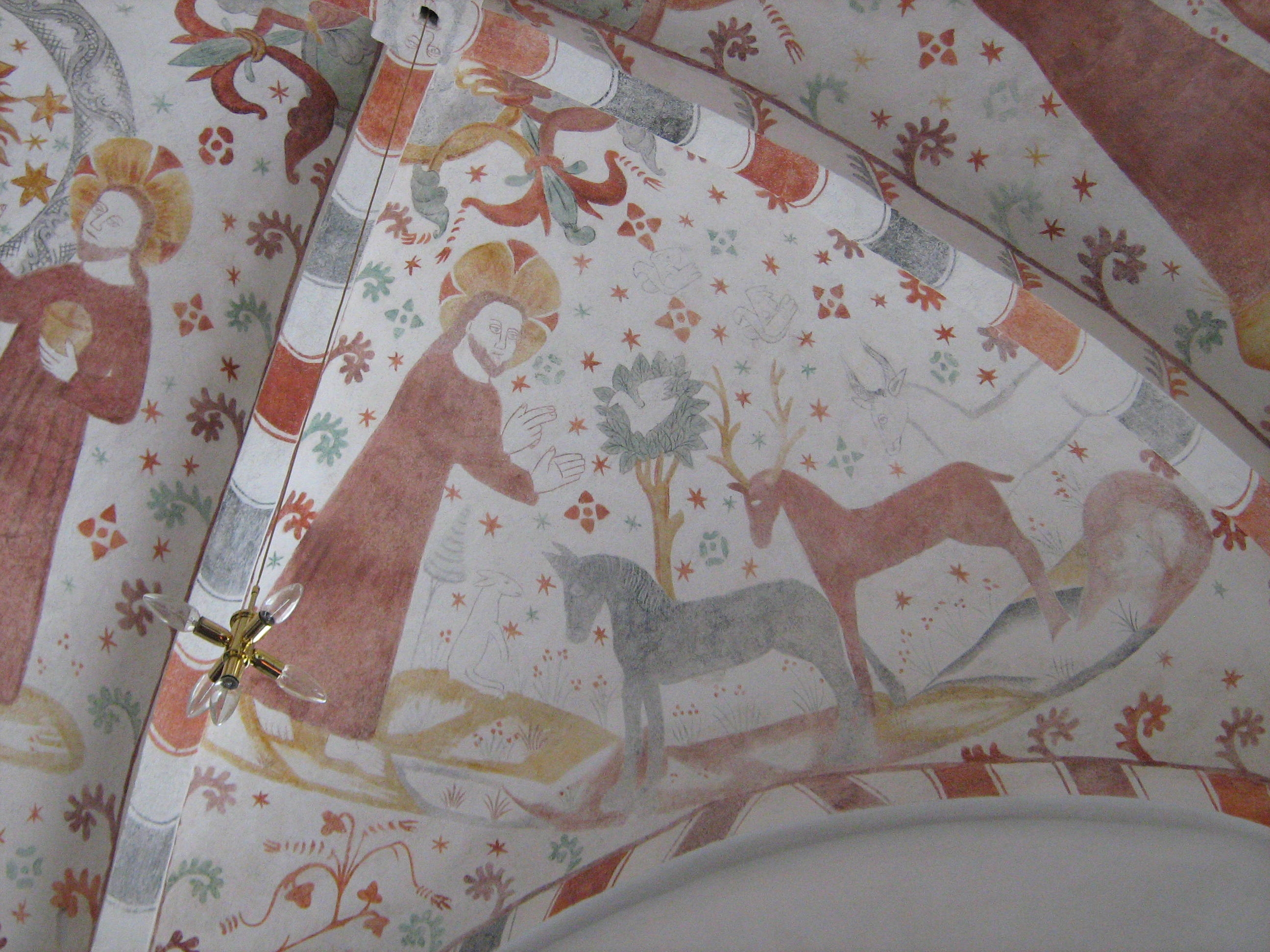
Fresco schepping der dieren
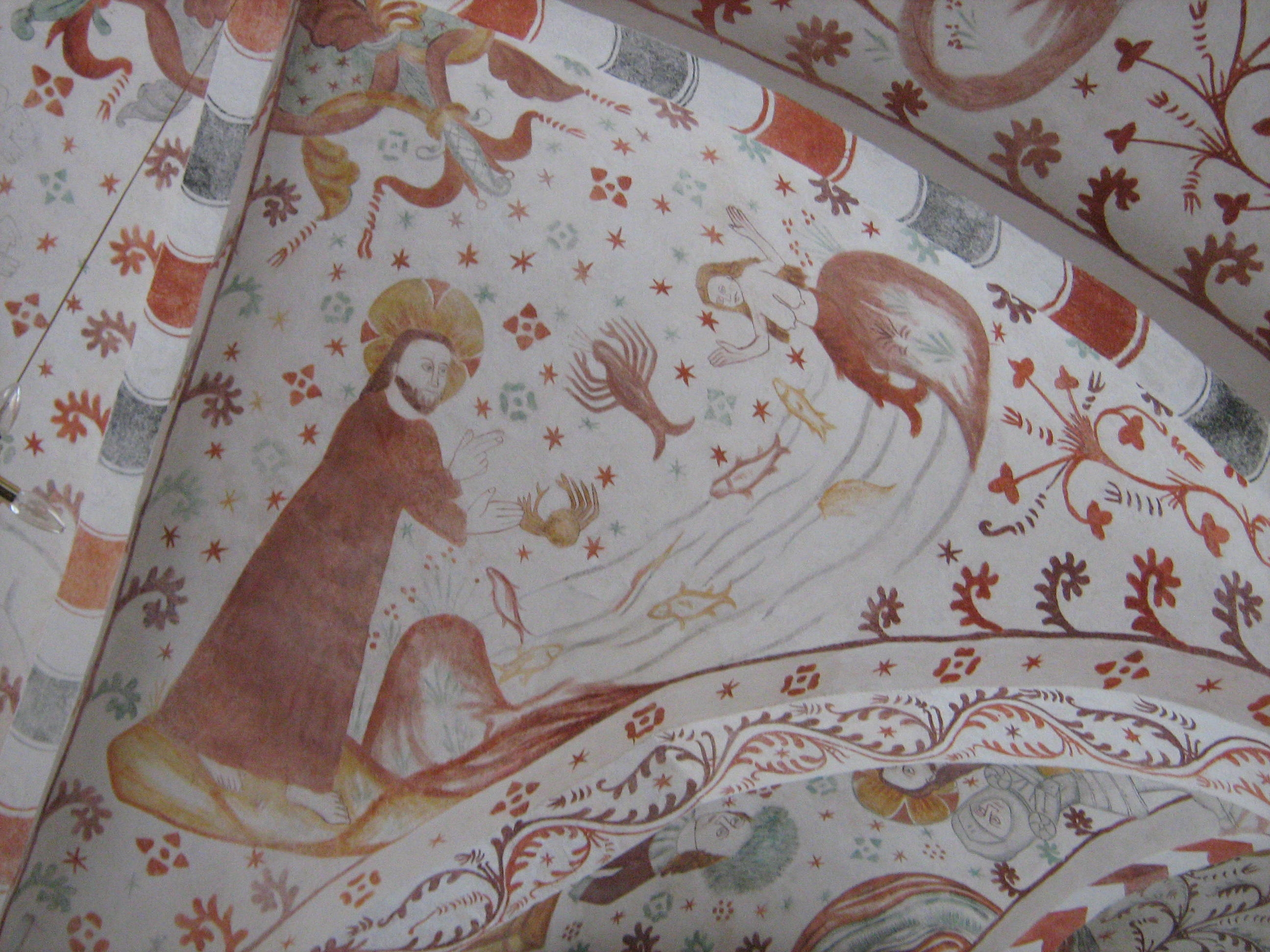
Fresco schepping schepselen van de zee
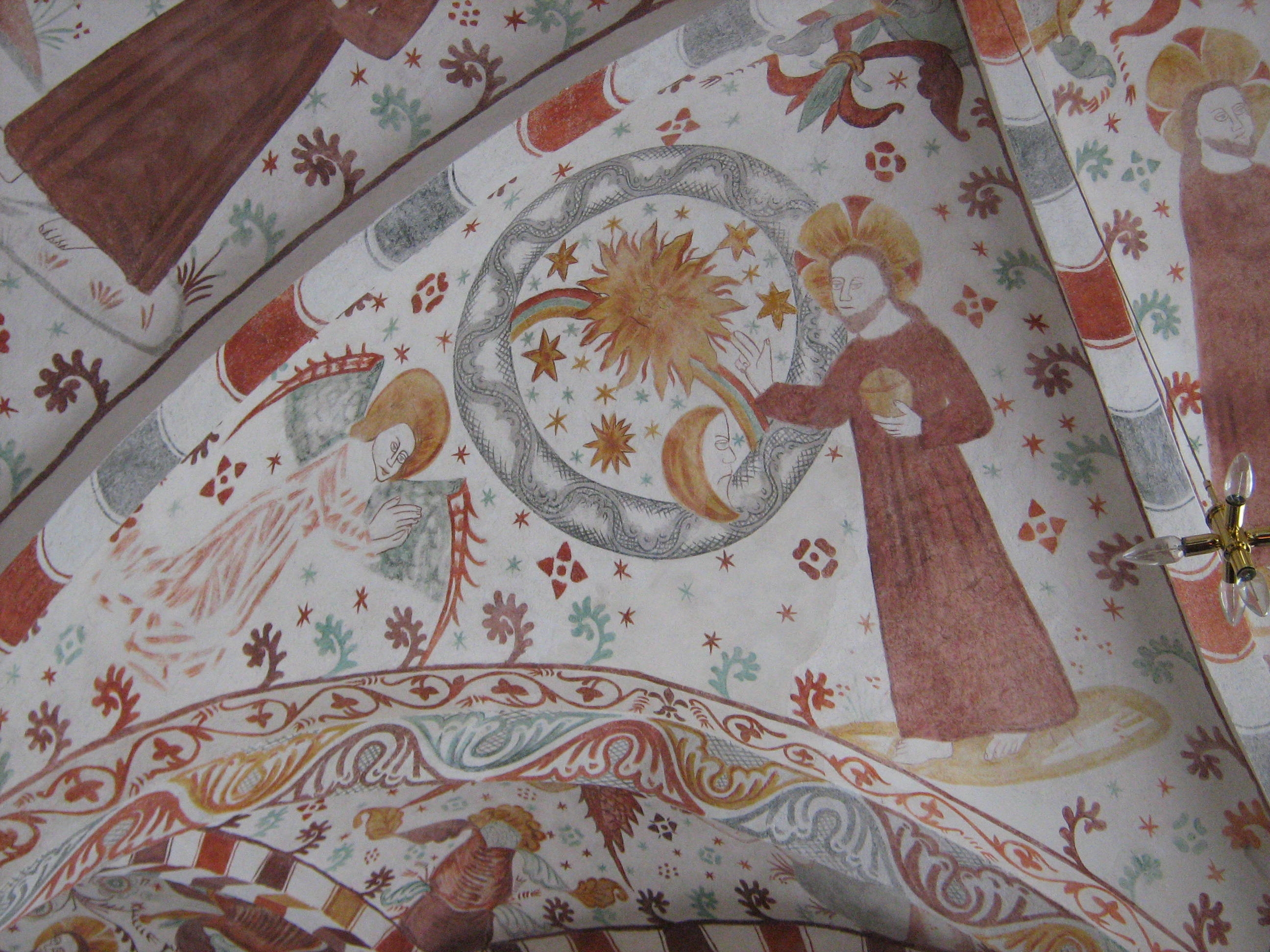
Fresco schepping van zon, maan en sterren
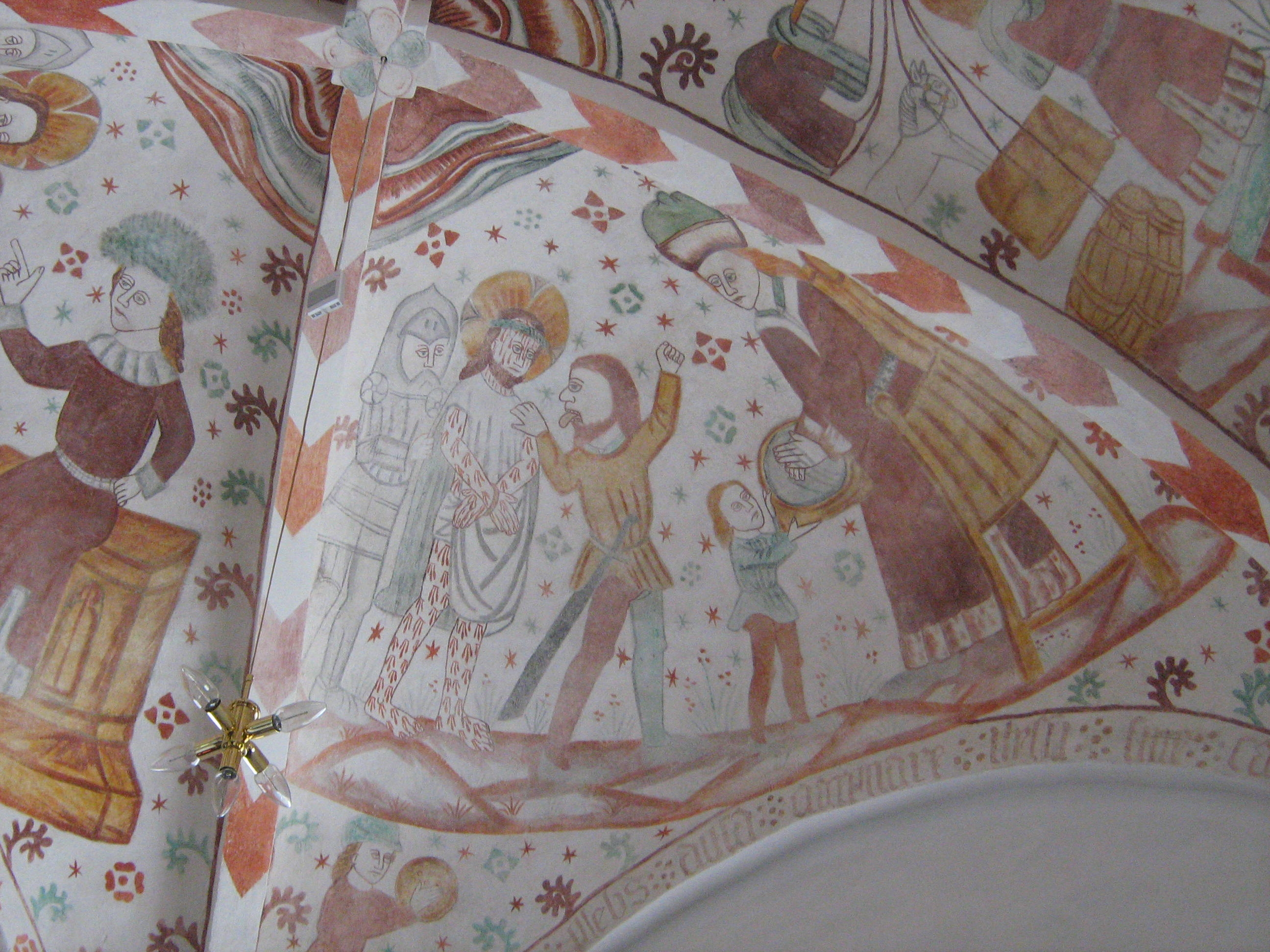
Fresco Jezus voor Pilatus
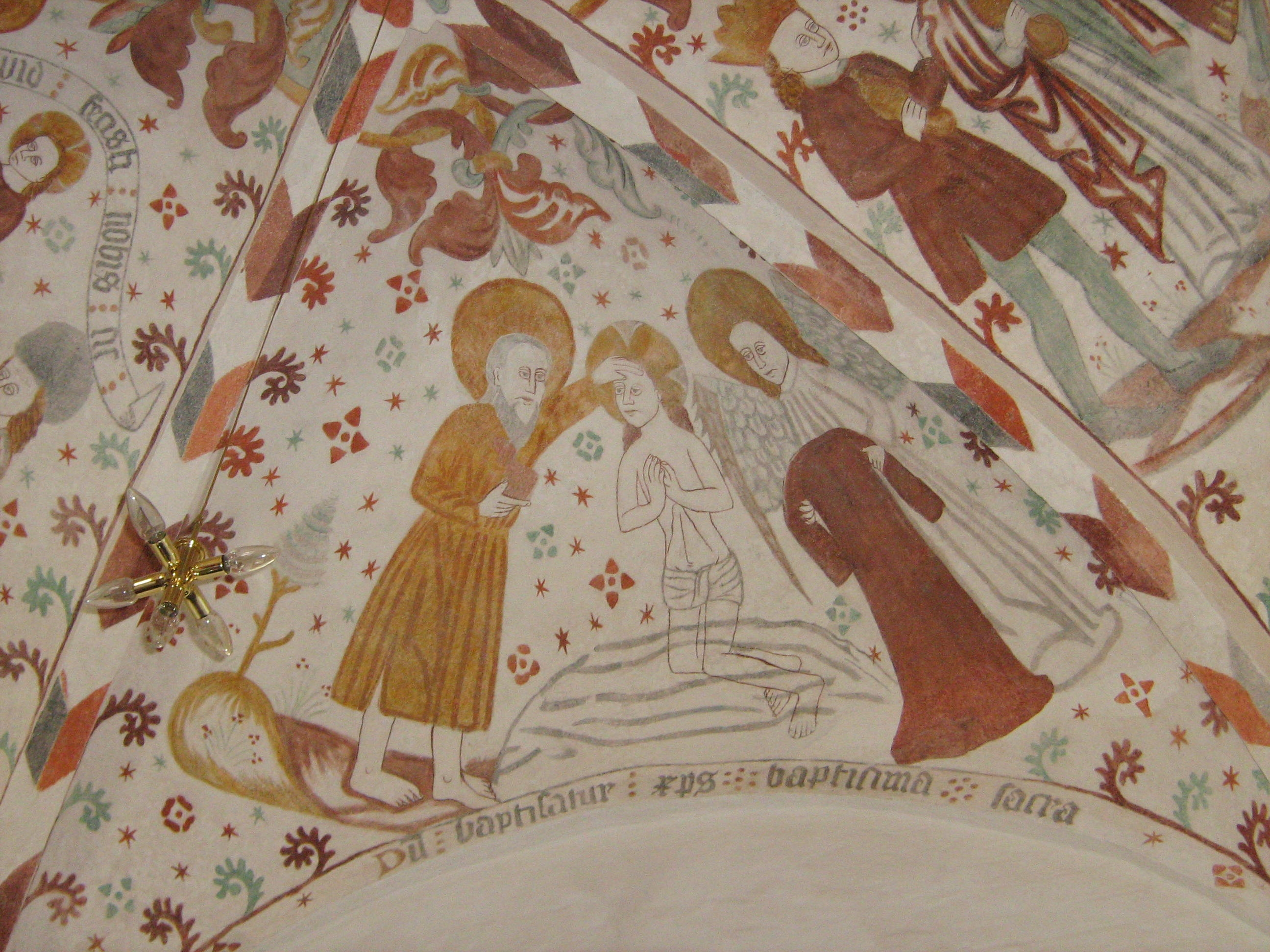
Fresco doop van Jezus
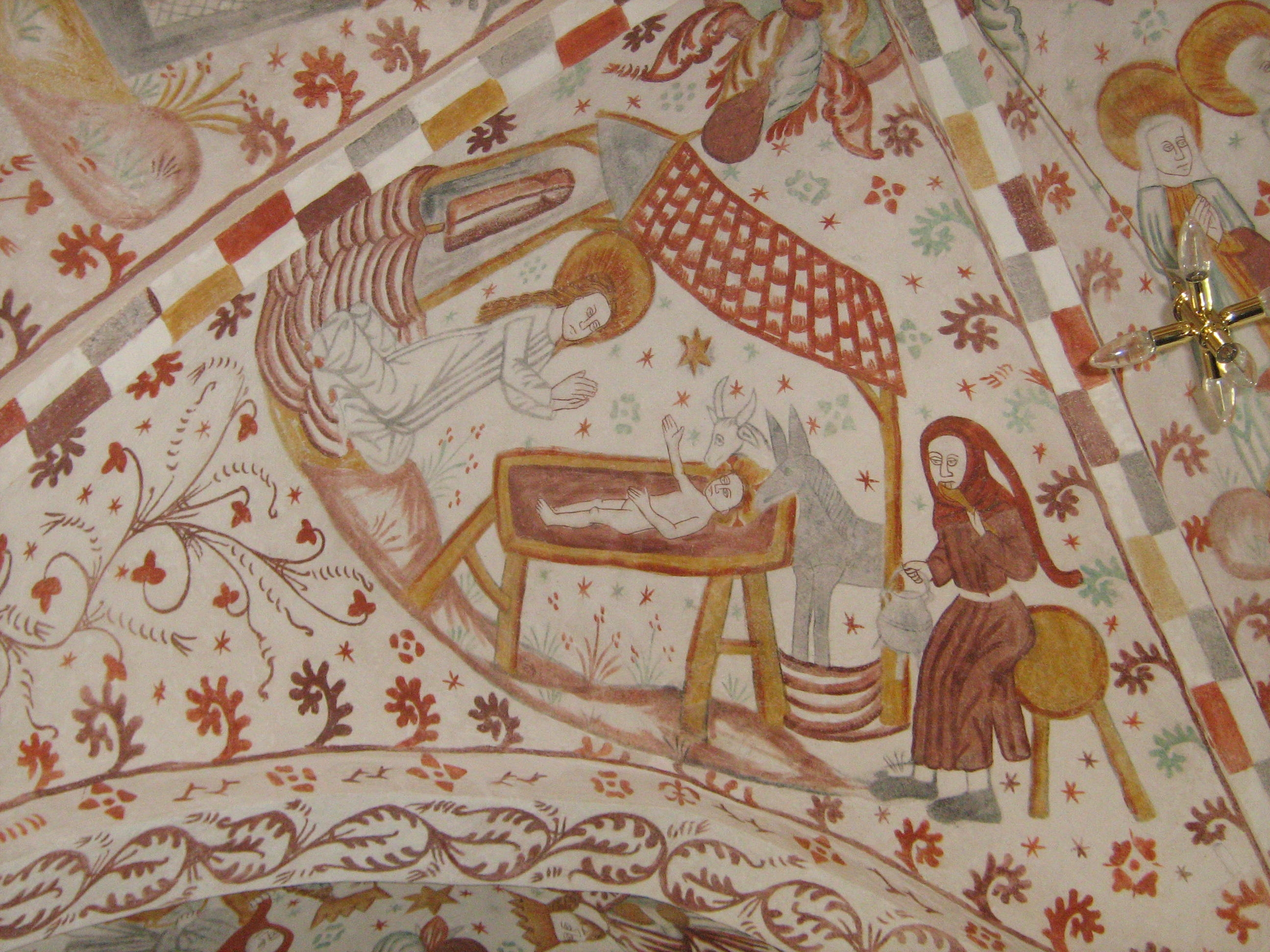
Fresco van Jezus' geboorte
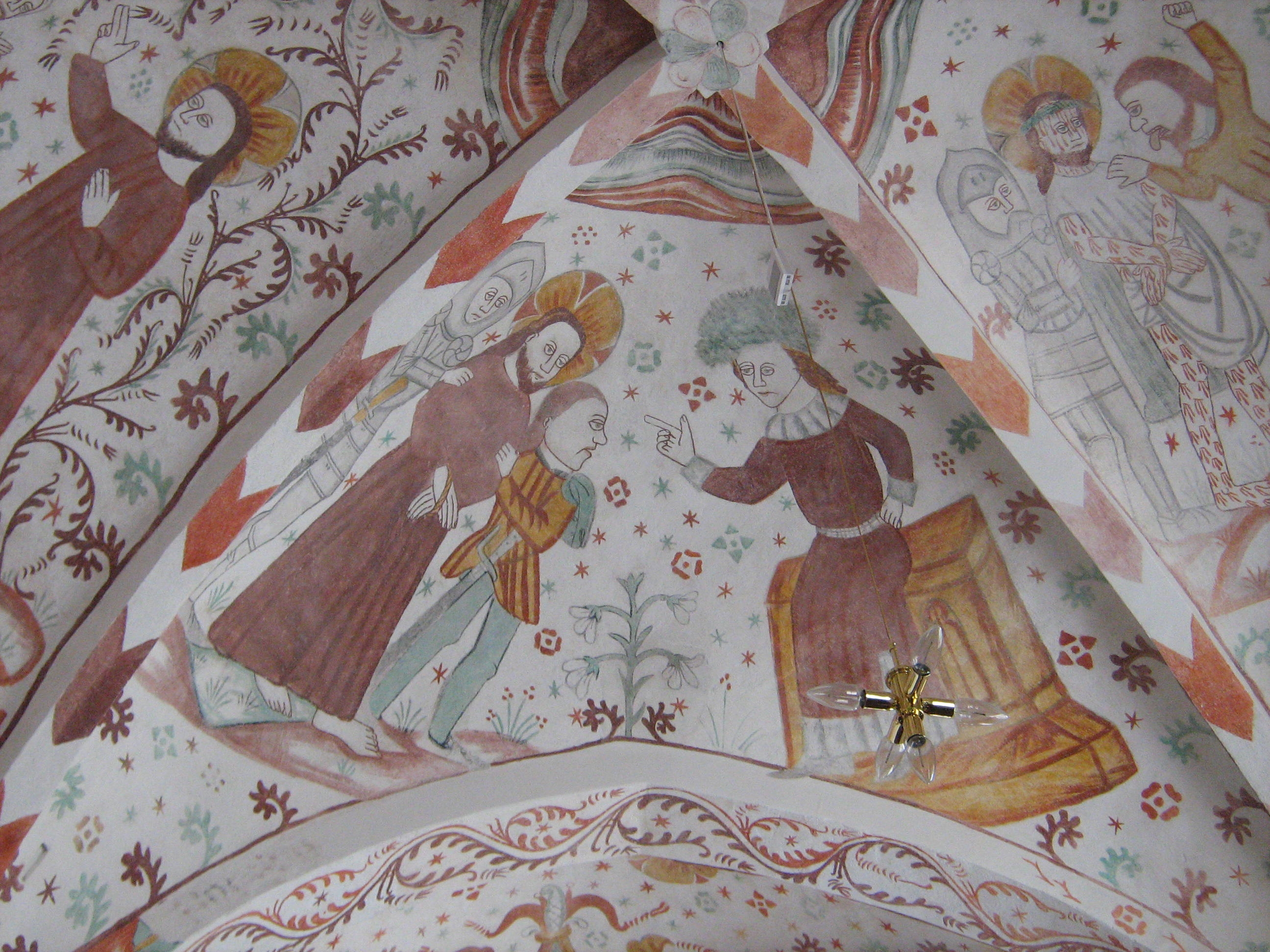
Fresco van Jezus voor de hogepriester
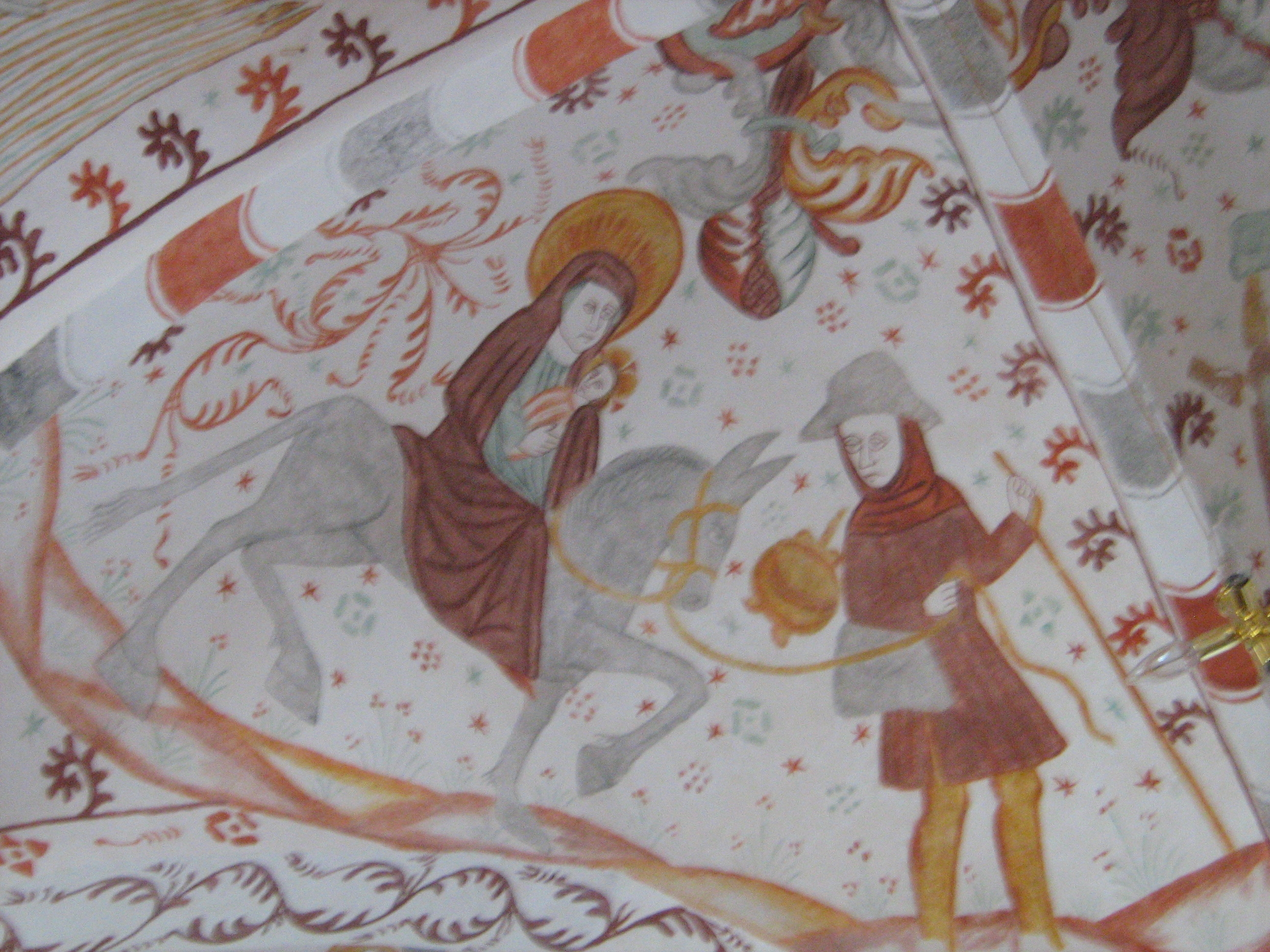
Fresco Vlucht naar Egypte
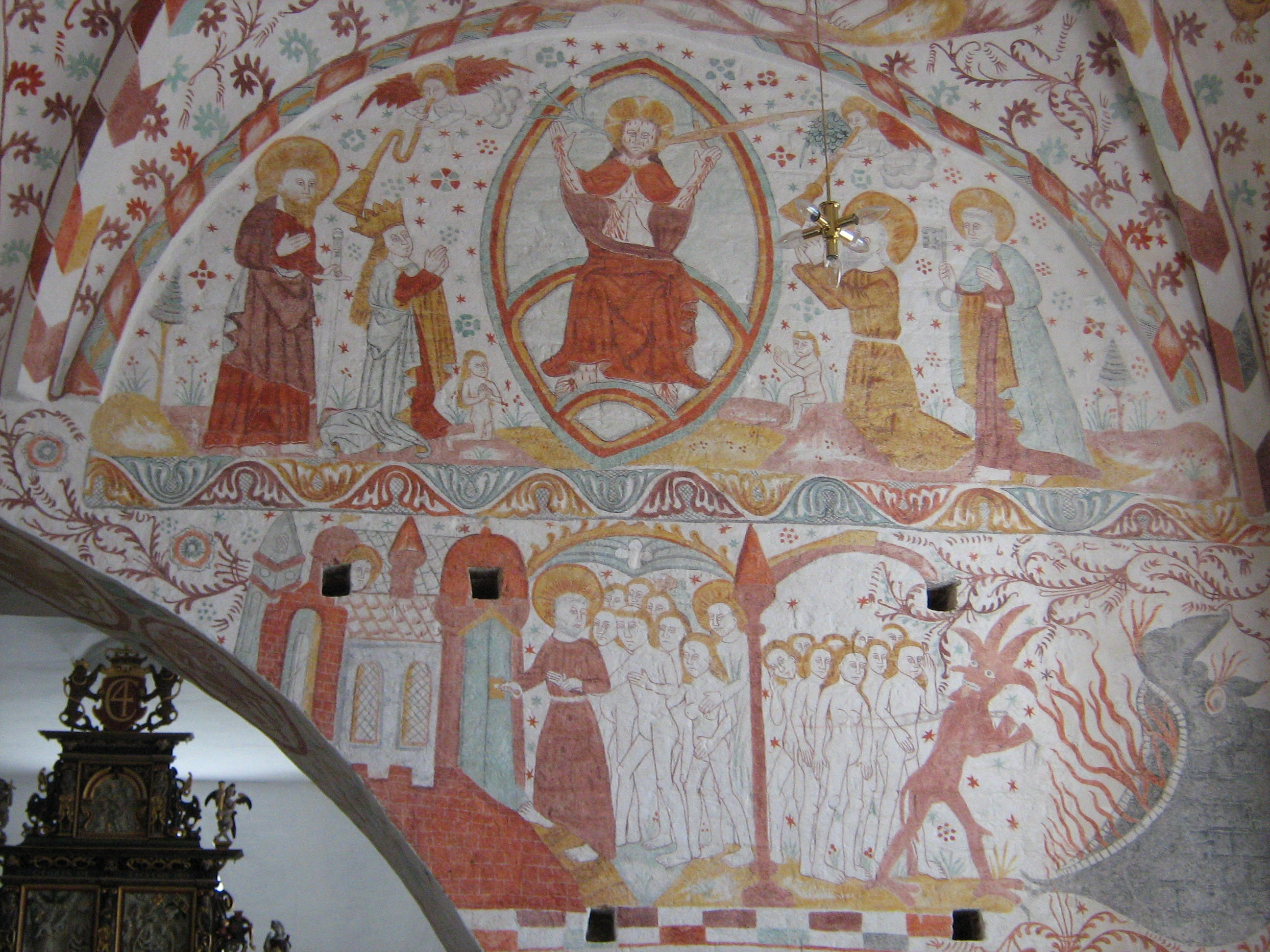
Fresco Jongste Gericht
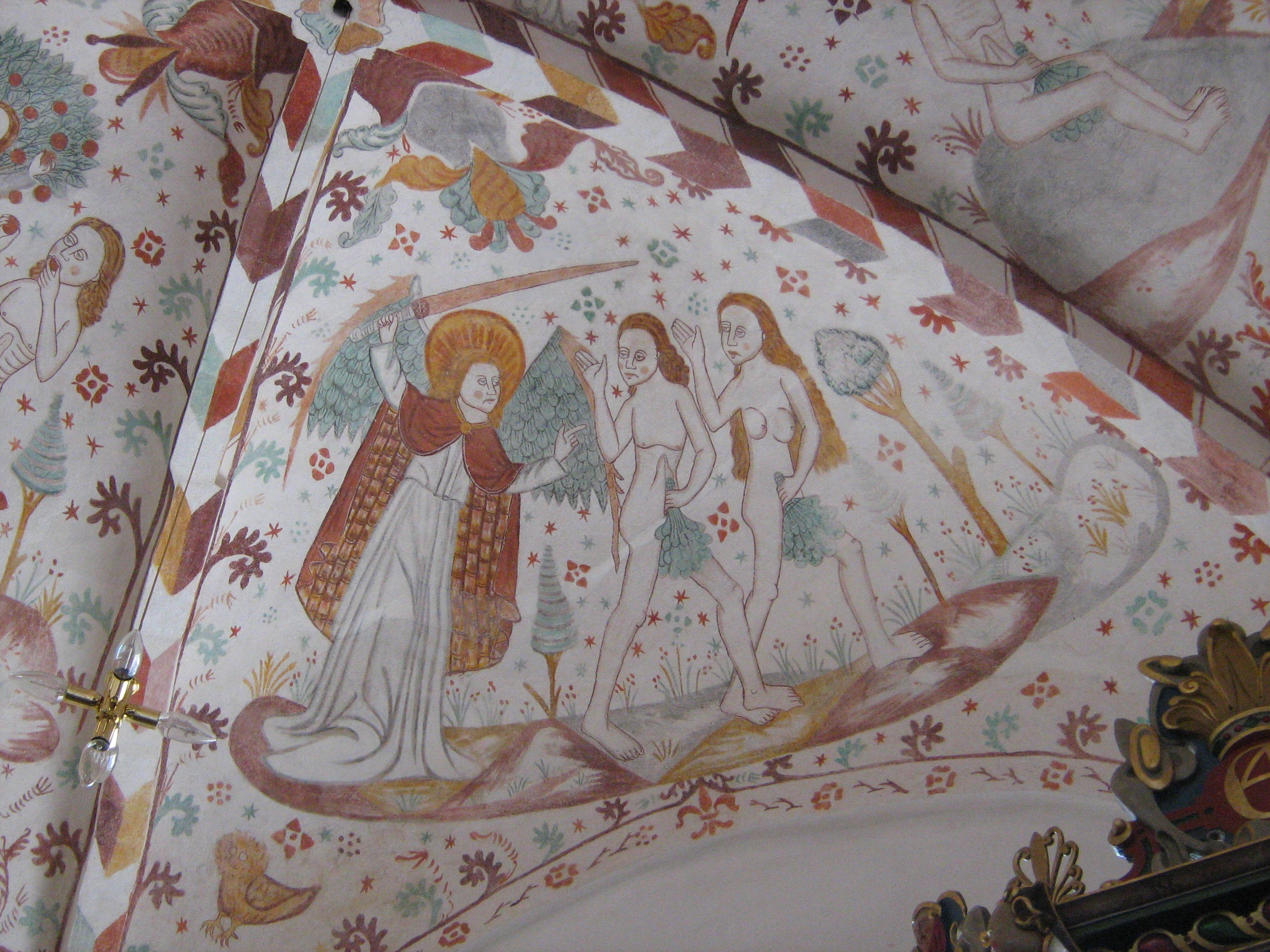
Fresco uitwijzing uit het paradijs
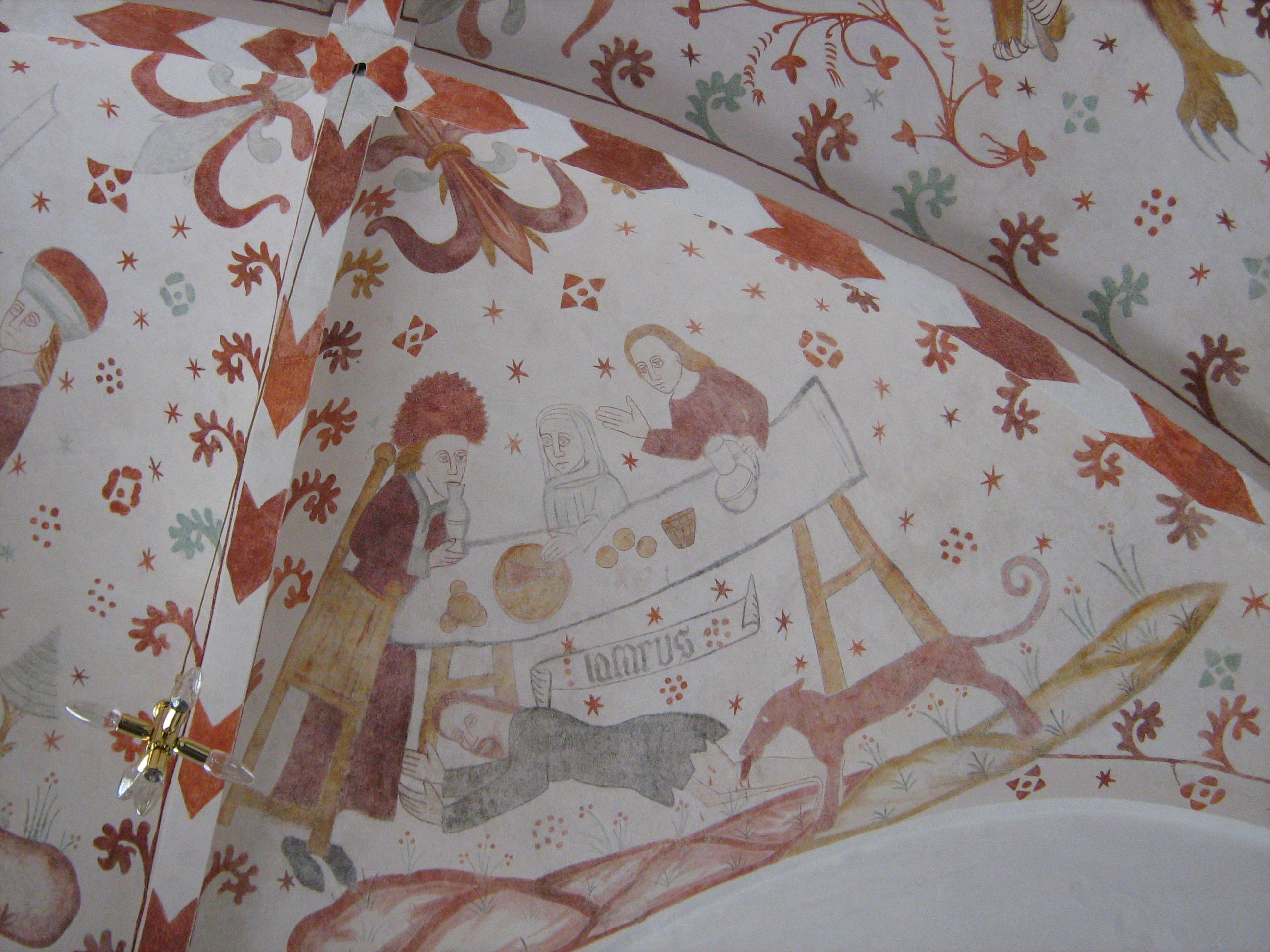
Fresco van de rijke man en Lazarus
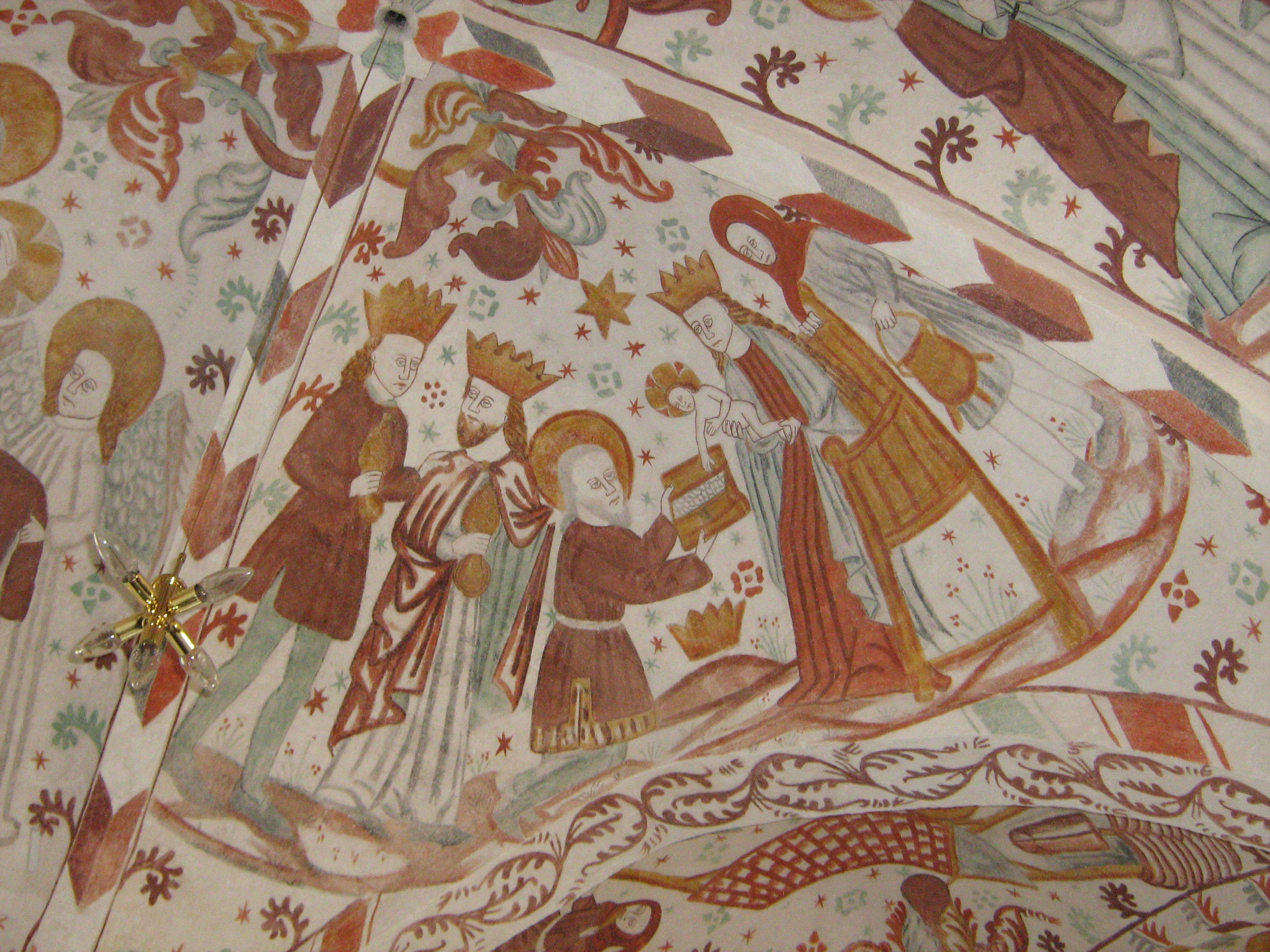
Fresco van de Driekoningen
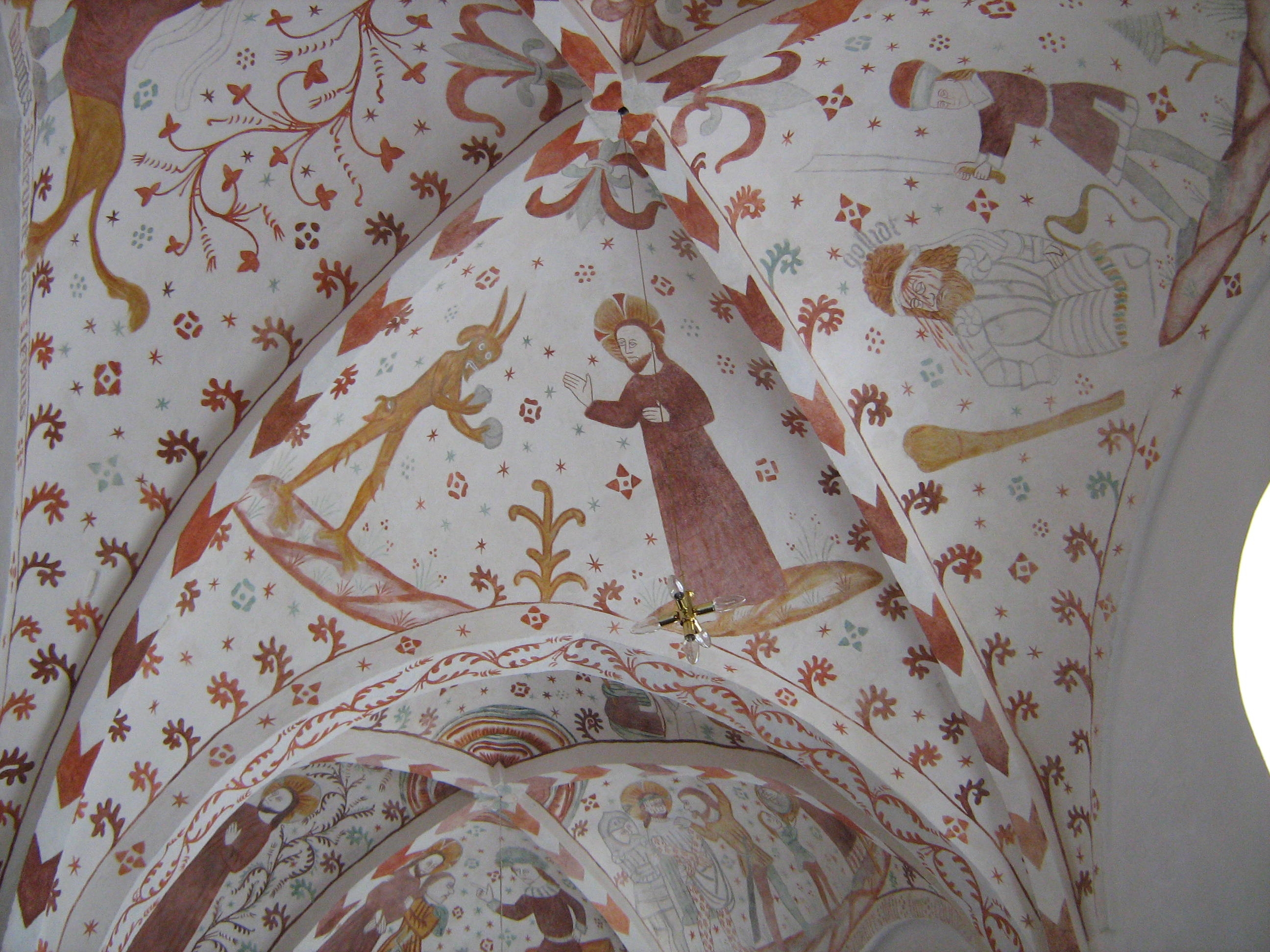
Fresco van de verzoeking om van stenen brood te maken